# Roberto Paribeni
Roberto Paribeni (Roma, 19 maggio 1876 – Roma, 13 luglio 1956) è stato un archeologo, storico e museologo italiano.

## Biografia
È stato prima ispettore e direttore museale a Roma e a Napoli, poi, fino al 1928 sovrintendente alle antichità di Roma e del Lazio e, tra il 1928 e il 1933, direttore generale delle Antichità e belle arti.
Ha compiuto studi di archeologia all'Università di Roma La Sapienza, si è formato con Ettore De Ruggiero che insegnava epigrafia, alla Scuola archeologica universitaria; si è laureato con Karl Julius Beloch - che insegnava storia antica - presentando una tesi sulla Cirenaica, poi inserita nel Dizionario Epigrafico. Si è perfezionato alla Scuola archeologica di Atene e ha poi seguito uno scavo archeologico sull'isola di Creta. Ha pubblicato i risultati di missioni archeologiche sulle riviste Notizie degli scavi e Monumenti dei Lincei.
Tra il 1923 e il 1946 fu pure socio nazionale dei Lincei. Nel 1929 fu nominato Accademico d'Italia, mentre nel 1934 fu chiamato a sostituire Corrado Ricci alla presidenza del Regio Istituto di archeologia e storia dell'arte. A partire dallo stesso anno insegnò archeologia e storia antica, presso l'Università Cattolica di Milano. Dopo l'armistizio di Cassibile aderì alla Repubblica Sociale Italiana.
Operò in Montenegro, Eritrea (dove lavorò presso gli scavi del sito di Adulis), in Egitto e in Turchia; diresse scavi archeologici in Italia. Le sue opere, tra le quali si contano numerose relazioni sugli scavi e trattati politici, annoverano pure una monografia su Traiano, imperatore al quale dedicò uno studio approfondito, un volume sulla storia di Malta e un ultimo sulla ritrattistica nell'antichità. Ideologicamente vicino agli interventisti, pubblicò alcuni volumi su questioni interessanti i problemi dell'Italia nel Levante. Suo figlio Enrico seguì le orme del padre e si dedicò all'archeologia classica

## Omaggi
Gli è stata intitolata una via a Roma.

## Opere
- Necropoli del territorio capenate, "Monumenti dei Lincei", XVI, 1906.
- Il sarcofago dipinto di Haghia Triada, "Monumenti dei Lincei", XIX, 1908.
- Ricerche nel luogo dell'antica Adulis, "Monumenti dei Lincei", XVIII, 1908.
- Studi e ricerche archeologiche nell'Anatolia meridionale, "Monumenti dei Lincei", XXIII, 1915.
- L'Italia e il Mediterraneo orientale, Roma, 1916.
- Guerra e politica nel paese di Gesù, Roma, 1919.
- Saggio di bibliografia anatolica, Venezia, 1921.
- Malta, Roma 1925.
- Optimus Princeps, Messina, 1926-27.
- Il ritratto nell'arte antica, Milano, 1934
- Architettura dell'Oriente antico, Bergamo, 1937